# Granny O’Grimm’s Sleeping Beauty
Granny O’Grimm’s Sleeping Beauty ist ein irischer animierter Kurzfilm von Nicky Phelan aus dem Jahr 2008.

## Handlung
Ein kleines Mädchen liegt im Bett und stellt sich schlafend, als seine Großmutter erscheint, das Kind weckt und es fragt, ob es noch eine Gutenachtgeschichte hören will. Obwohl das Kind vehement verneint, beginnt die Großmutter, das Märchen Dornröschen vorzulesen. Es beginnt mit der Geburt der Prinzessin, die schon als Baby wunderschön war. Nach einem kurzen, heftigem Ausfall darüber, dass Schönheit niemanden weit bringen kann, fährt die Großmutter fort, über die Taufe der Prinzessin zu sprechen.
Zunächst präsentiert sie die zahlreichen Feen als hübsche, aber dumme Geschöpfe, die mehr über ihre Oberweite nachdenken und nur zu Small Talk fähig sind. Das Erscheinen der alten 13. Fee, die erstaunlicherweise äußerlich der Großmutter gleicht, führt bei eben der zu einer Tirade auf die Diskriminierung der Alten in der Gesellschaft, so sei die 13. Fee nur ihres Alters wegen nicht zur Taufe eingeladen worden. In der Erzählung der Großmutter sprengt die 13. grünlich aussehende Fee mit ihrer Gehhilfe die feine Gesellschaft, lacht höhnisch das Baby aus und verhängt am Ende den Fluch über die gesamte Gesellschaft, dass jeder sterben werde, der einschläft.
Die Großmutter ist mit ihrer Geschichte am Ende und lässt das Mädchen zu Tode erschrocken allein zurück.

## Produktion
Granny O’Grimms Figur geht auf eine Idee von Kathleen O’Rourke zurück, die diese Figur in ihrer Stand-up-Comedy-Show kreiert hatte. O’Rourke synchronisiert im Film die Großmutter.
Unter anderem lief der Film am 31. Mai 2008 auf dem Shortfest in Palm Springs.

## Auszeichnungen
Granny O’Grimm’s Sleeping Beauty wurde 2010 für einen Oscar in der Kategorie „Bester animierter Kurzfilm“ nominiert, konnte sich jedoch nicht gegen Logorama durchsetzen.
Bei den Irish Film and Television Awards gewann der Film 2009 den IFTA Award für die beste Animation.